# Genoma de la leucemia mieloide aguda
El genoma de la leucemia mieloide aguda (LMA) de 200 muestras fue secuenciado y evaluado por los investigadores de The Cancer Genome Atlas (TCGA). Las 200 muestras que han sido registradas en la Universidad de Washington en San Luis (entre noviembre de 2001 y marzo de 2010) fueron seleccionadas de un conjunto de más de 400 muestras para el análisis, lo que representa todo el mundo, al describir los subtipos morfológicos y citogenéticos de la enfermedad, en proporciones reales. Esto estudio fue publicado en la revista "The New England Journal of Medicine" el 30 de mayo de 2013. La secuenciación del genoma completo de la LMA permite conocer los genes mutados en comparación con los genes normales de células no modificadas que afectan a los distintos enfermos, y establecer cuales son comunes o frecuentes, lo que permitirá diseñar tratamientos específicos para cada paciente.

## The Cancer Genome Atlas – TCGA
El proyecto de TCGA confirmó que un atlas de los cambios podría ser creado para tipos específicos de cáncer. También demostró que una red nacional de grupos de investigación y de tecnología que trabajan en proyectos distintos, pero relacionados, podría agrupar los resultados de sus esfuerzos, crear una economía de escala y desarrollar una infraestructura con el objetivo de poner sus datos a disposición del público. Es importante destacar que se ha demostrado que la toma de los datos de libre acceso permitiría a los investigadores en cualquier lugar del mundo para hacer y validar los descubrimientos importantes.
Para cada cáncer se someterá la caracterización genómica y análisis exhaustivos. Los datos completos que se han generado por el enfoque de la red de TCGA están libremente disponibles y ampliamente utilizados por la comunidad del cáncer a través del TCGA Data Portal y el Cancer Genomics Hub (CGHub).

## LMAde novo
La presentación más común, la LMA de novo, se produce sin ninguna historia de trastorno de la sangre o antecedentes familiares de LMA. Muchas de las mutaciones que contribuyen a la LMA se descubrieron inicialmente mediante el examen de los cromosomas de las células cancerígenas.  Por ejemplo, se detectó por la primera vez la fusión del gen PML en el cromosoma 15, y el gen RARA (RARα) en el cromosoma 17, por estudios de la citogenética de muestras de LMA.
Estas mutaciones pueden detectarse fácilmente con fluorescencia en dos estudios de hibridación como se muestra. La sonda roja detecta el PML y la sonda verde detecta RARA. Las regiones con puntos rojos y verdes o el opuesto, representan los eventos de fusión de PML-RARA y los eventos recíprocos RARA-PML.
Se utilizó el análisis de citogenética para clasificar los pacientes con un perfil de riesgo con el fin de diseñar un plan de tratamiento, pero muchos pacientes tienen cariotipos normales, lo que indica un riesgo intermedio de recaída. Además muchos de estos genomas carecen de anomalías estructurales, incluso cuando evaluados con hibridación genómica comparativa de alta densidad o con arrays de polimorfismos de un solo nucleótido (SNP – single nucleotide polymorphism). 3-5 Dado que los resultados de estos pacientes son de alta disponibilidad y que ninguno de los sistemas de clasificación actuales son de todo exactos, se requerirá de una comprensión más completa de los cambios genéticos y epigenéticos que son relevantes para la patogénesis de la LMA para una mejor clasificación de riesgo y, en última instancia, se necesita un método más preciso para determinar el riesgo.

## Genomic and Epigenomic Landscapes of Adult De Novo Acute Myeloid Leukemia:The Cancer Genome Atlas Research Network
Cambios en la secuencia de DNA que se produce en las células tumorales se identifican mediante la comparación de la secuencia de cada muestra de LMA con una secuencia de una muestra de células normales de la piel de los mismos pacientes. Se utilizaron cuatro métodos diferentes para secuenciar las muestras.

### Métodos

#### Secuenciación del Genoma Completo
Para 50 pares de muestras fue hecha la secuenciación del genoma completo. La secuenciación del genoma completo puede detectar mutaciones somáticas en el genoma incluyendo las regiones fuera de los genes. Aunque no es tan sensible como otras estrategias de secuenciación, también puede identificar los cambios estructurales en el genoma, tales como amplificaciones, deleciones, y los eventos de fusión de genes.

##### Secuenciación del Exoma Completo
Para las restantes 150 muestras, fue hecha una secuenciación de codificación de no-genes completos, conocidos como exones. Esta estrategia es más sensible que la secuenciación del genoma completo, pero solo secuencia cerca de 1% del genoma. Generalmente la secuenciación del exoma completo no detecta mutaciones en el resto del genoma y es menos útil para la detección de alteraciones estructurales.

##### Arrays de Expresión de RNA: secuenciación del mRNA y del miRNA
Casi todas las muestras de LMA se analizaran con arrays de expresión de RNA. También se secuenciaron los mRNA (RNA mensajero) y miRNA (micro RNA). La secuenciación del RNA es útil para detectar niveles de expresión génica y para la búsqueda de genes de fusión expresados, ya que muchas copias de la fusión en el mRNA están a menudo presentes en la muestra.
Los datos de la secuencia de RNA pueden medir hasta qué punto un gen mutado se expresa y que pueden proporcionar pistas sobre la posible importancia de las mutaciones para la patogénesis de la enfermedad. También fueron evaluados los patrones de metilación del DNA para casi todas las muestras de LMA.

##### Metilación del DNA – Patrones de Metilación del DNA
La metilación del DNA es un evento epigenético que puede influir en la expresión génica. Los niveles de metilación están a veces relacionados con los niveles de expresión de los genes cercanos, aplicando una relación de regulación.

### Resultados

#### Comparación con Varios Tipos de Tumores Sólidos
En comparación con varios tipos de tumores sólidos que han sido secuenciados, los genes de un paciente adulto de LMA de nova tienen un pequeño número de mutaciones genéticas. Un promedio de sólo 13 mutaciones en los genes en cada genoma de LMA, de los cuales un promedio de 5 se mutaron de forma recurrente en cada genoma.

#### Mutación de Genes
A través de las 200 muestras de tumores, se encontró que 23 genes fueron mutados de manera significativa. Fueron tomados en cuenta el tamaño de la muestra, la cobertura de la secuencia y el tamaño del gen en cuestión, ya que los genes grandes tienen más probabilidad de adquirir mutaciones por casualidad. Los genes mutados significativos son propensos a tener un papel importante en la iniciación o la progresión del tumor, o ambas.
Para entender mejor la manera y que genes mutados median el comportamiento del tumor, los genes se clasificaron en nueve conjuntos de genes, de acuerdo con sus funciones biológicas predichas, revelando muchas relaciones biológicas importantes. Un ejemplo de un conjunto de genes, incluye el gen FLT3 y el KIT, que son relacionados con proteínas de señalización. Cada columna en el gráfico representa una muestra de un paciente. Si un paciente de LMA posee la mutación en un gen en particular, aparece una barra en la posición correspondiente. De los 200 pacientes, 199 tienen una mutación en por lo menos uno de los genes en estos conjuntos. Algunas mutaciones tienden a ocurrir juntas en la misma muestra de LMA, lo que sugiere que una sinergia promueve la iniciación del tumor, la progresión, o ambas. Por ejemplo, las mutaciones en el gen NPM1 tienden a coocurrir con mutaciones en el DNMT3A y FLT3.

#### Coocurrencia y Exclusividad Mutua de Mutaciones en Genes/Grupos
Los patrones de coocurrencia y la exclusividad mutua de los genes mutados cumplen las relaciones entre los genes y las vías que deben ser importantes para la biología del tumor. Los pares de genes o conjuntos de genes en los que las mutaciones son mutuamente excluyentes están indicados por líneas con puntos rojos. Los pares de genes cuyas mutaciones tienden a coocurrir y sinergizan potencialmente se indican con líneas azules – cuanto más gruesa es la línea, más frecuente es la coocurrencia de mutaciones. Una de las asociaciones más importantes es entre NPM1, DNMT3A y FLT3. Las mutaciones en estos genes tienden a ocurrir en los tumores con un perfil citogenético de riesgo intermedio, y los pacientes con las tres mutaciones pueden tener un nuevo subtipo de LMA.

#### Fusiones de Genes Detectadas por Secuenciación de RNA
En la visualización de las fusiones de genes detectadas por secuenciación de RNA (Figura 3), los genes implicados están alrededor del perímetro del círculo. Las líneas que conectan los genes indican un producto de fusión entre ellos. El grosor de las líneas es proporcional a la prevalencia de la fusión detectada.

#### Expresión de los Mutantes Alelos
Los patrones de expresión de mRNA revelaron 7 grupos diferentes de muestras de LMA. Las muestras de tumor están indicadas en la parte superior, y los genes individuales se muestran de arriba abajo.
Los perfiles de expresión de miRNA son segregados en 5 grupos. Los perfiles de metilación también se separaran en grupos distintos.
Fueron descubiertas relaciones entre los distintos patrones de mutación, expresión y los perfiles de metilación.
Por ejemplo, el grupo de muestras con mutaciones coocurridas en NMP1, FLT3 y DNMT3A fueron asociadas con patrones distintos de mRNA, miRNA y metilación, lo que sugiere que las muestras con mutaciones en los tres genes representan un nuevo subtipo de LMA.
El análisis de los patrones de metilación corrobora informes anteriores de las firmas de metilación en las islas CpG para fusiones de factor de transcripción y mutaciones en IDH1/2. Reveló que las firmas más fuertes de metilación ocurren en regiones de CpG dispersas del genoma y que las muestras con mutaciones IDH1 y IDH2 mostraron una amplia gana de metilación en relación con las células obtenidas de donantes sanos. Se asociaron algunas muestras con fusiones de MLL o coocurrencia de mutaciones NPM1, DNMT3A y FLT3 con una amplia pérdida de la metilación del DNA, en comparación con células normales. Los patrones de metilación específicos de la ganancia y la pérdida distinguirán muestras con mutaciones CEBPA, así como muestras con fusiones PML-RARA, RUNX1-RUNX1T1 o MYH11-CBFB.

### Conclusión
Se realizó este estudio para identificar casi todas las mutaciones que se producen en al menos 5% de los pacientes con LMA, y reveló muchas nuevas relaciones entre las mutaciones y la epigenética del LMA. Estos resultados proporcionan una base importante para el estudio de la patogénesis de LMA, clasificación y estratificación de riesgos. La identificación de muchas relaciones potencialmente importantes entre los genes recurrentemente mutados de LMA y las vías proporciona una base amplia para la comprensión de las reglas genéticas de la patogénesis.